# Luise Schöffel
Luise Schöffel (* 8. Juli 1914 in Mannheim; † 18. September 1997 in Gäufelden-Nebringen) war eine deutsche Lehrerin, Stadt- und Kreisrätin. 1967 gründete sie in Herrenberg den „Verband lediger Mütter“, heute Verband alleinerziehender Mütter und Väter e.V. (VAMV).

## Leben und Beruf
Luise Schöffel wurde in Mannheim geboren. Ihre Mutter zog Luise und ihre vier Geschwister alleine groß, da der Vater früh gestorben war. Nach der Volksschule besuchte sie die Höhere Handelsschule. Danach war sie als Stenotypistin und Sekretärin in verschiedenen Mannheimer Unternehmen tätig. Von 1939 bis 1944 lebte Luise Schöffel in Berlin. Dort arbeitete sie als Stenotypistin für den Beauftragten für den Vierjahresplan in der Reichskanzlei und als Sekretärin des Grafen Peter Yorck von Wartenburg im Reichskommissariat für Preisbildung. Von 1943 bis 1944 war sie stellvertretende Kanzleileiterin im Reichskommissariat für Preisbildung.
Im April 1944 zog Luise Schöffel von Berlin nach Kayh. Nach Besuch eines dreimonatigen Schulhelferlehrgangs an der Lehrerbildungsanstalt in Esslingen arbeitete sie von 1945 bis 1947 als Schulhelferin in Kayh und Mönchberg und holte das Abitur nach. Von 1947 bis 1949 besuchte sie das Pädagogische Institut in Stuttgart. Von 1949 bis 1972 war sie zunächst als Volksschullehrerin, später als Grund- und Hauptschullehrerin an der Albert-Schweitzer-Schule in Herrenberg (Baden-Württemberg) tätig.
1945 war sie bereits ledige Mutter eines einjährigen Sohnes und vielen Diskriminierungen ausgesetzt. Beschimpft als „liederliches Weib“ setzte sich die überzeugte Sozialdemokratin allen Anfeindungen zum Trotz für Gleichberechtigung und soziale Gerechtigkeit ein: „Ich wollte das Recht reformieren, denn wer im Recht diskriminiert ist, ist es auch in der Gesellschaft.“

## VAMV
Am 8. Juli 1967 gründete Luise Schöffel den „Verband lediger Mütter“. Zusammen mit sechs weiteren nicht verheirateten Müttern bildete sie den ersten Vorstand und führte die Geschäfte des Verbands als ehrenamtliche Vorsitzende fortan für zehn Jahre. Bereits in den ersten Jahren des Verbands konnte Luise Schöffel deutlichen Einfluss auf die bundesdeutsche Politik nehmen: die Reform des Unehelichenrechts und die Verbesserung der Sozialgesetzgebung für Alleinerziehende werden angeschoben. Prominente Unterstützerinnen waren Alice Schwarzer und Helga Stödter, bis heute Ehrenpräsidentin des VAMV.
1970 erfolgte die erste Aktualisierung des Verbandsnamens in „Verband alleinstehender Mütter“ – 1976 in „Verband alleinstehender Mütter und Väter“.
Zehn Jahre nach der Gründung des Verband alleinerziehender Mütter und Väter stellte Luise Schöffel die erste hauptamtliche Geschäftsführerin ein und der Verband zog von Herrenberg nach Frankfurt am Main. Die Broschüre „So schaffe ich es allein“ erschien mit einer Auflage von 200.000 Exemplaren, finanziert von der Bundeszentrale für gesundheitliche Aufklärung. In einer Pressekonferenz stellte Luise Schöffel einen Gesetzesvorschlag zur Sicherung des Unterhalts für Kinder vor – das spätere Unterhaltsvorschussgesetz (1980).
1976 gab Luise Schöffel den Vorsitz an ihre Nachfolgerin Ursula Beutel weiter und agierte für den Verband nur noch im Hintergrund. Bis ins hohe Alter konnte man sie bei der Beratung von Initiativen und Gruppen Alleinerziehender antreffen. Für die Broschüre zum 25-jährigen Jubiläum des VAMV schrieb sie 1992 den Artikel „Ledige Mütter, schließen wir uns zusammen!“, in dem sie die politische Stimmung während der Gründung wiedergibt.

## Öffentliche Ämter
Von 1968 bis 1976 und 1984 saß Luise Schöffel für die SPD im Gemeinderat der Stadt Herrenberg. Sie war ehrenamtliche Verwaltungsrichterin, Mitglied im Schulbeirat und  im Verwaltungsausschuss. Als erste Frau gehörte sie von 1971 bis 1973 dem Kreistag im Landkreis Böblingen an.

## Ehrungen
Im Dezember 1972 wurde ihr vom Ministerpräsidenten des Landes Baden-Württemberg das Bundesverdienstkreuz am Bande überreicht.
Die Große Kreisstadt Herrenberg überreichte Luise Schöffel am 8. September 1992 die Bürgermedaille in Silber. Damit würdigte die Stadt sowohl Luise Schöffels „Verdienste im ehrenamtlichen und kommunalpolitischen Bereich“ als auch ihr „herausragendes soziales Engagement als Gründungsmitglied des Verbandes lediger Mütter und als langjährige Bundesvorsitzende des heutigen Verbandes alleinstehender Mütter und Väter (VAMV)“.
Luise Schöffel starb am 18. September 1997 im Alter von 83 Jahren.
Im Rahmen des europäischen Jahres der Gleichberechtigung 2007 startete Herrenberg zusammen mit seiner Partnerstadt Fidenza (Italien) eine Initiative in beiden Städten je sechs Straßen, Plätze und Gärten nach Frauen zu benennen. Über das Internet und per Stimmzettel wählten die Herrenberger Bürger Luise Schöffel an die Spitze ihrer Liste. Auch in Fidenza wird eine Straße nach Luise Schöffel benannt.